# あおきけい&みかまる
あおきけい&みかまるは、夫のあおき けい（福岡県出身）と妻のみかまる（長崎県出身）の夫婦からなる、日本の漫画家コンビ。

## 略歴
あおきは集英社『月刊少年ジャンプ』でデビュー。初連載作品は「ファミコンゼミナール」。1990年に『デラックスボンボン』で『ロボゲーマーOMOちゃん』の連載を開始して以来、主に『コミックボンボン』系列の雑誌でおよそ17年間、作品を執筆し続けた。
みかまるはあおきの妻であり、夫と共に活動している。あおきのアシスタントを続けていたが、自身でも描き始め、自分だけの仕事をもらったという経歴を持つ。
1996年にはボンボン編集部と葦プロダクションの共同アニメ企画を前提とした『時限探偵ダッチマン』を連載。あおきがデザインしたものを芦田豊雄が調整した設定画なども存在し、連載中の扉絵にテレビアニメ化についてのアオリも付けられたが、その後の続報はないまま企画が流れ、連載を終了している。
2007年の『コミックボンボン』休刊後は『デンゲキニンテンドーDS』などに活躍の場を移していた。
当初は「あおきけい」単独名義だったが、2001年頃より「あおきけい&みかまる」の名義を使用するようになる。上記の「時限探偵ダッチマン」などのように「あおきけい」単独名義だった作品が、再配信される際に「あおきけい&みかまる」名義となることもある。また、「あおきけい&みかまる」名義の作品でも、みかまるが手伝っていない作品もあるとされる。
作風としては、「ずで〜〜〜〜〜」「ずどどどどどど」などギャグでずっこける時に独特の擬音を使用する。

## 主な作品リスト

### 「あおきけい」名義
- ロボゲーマーOMOちゃん
- われらホビーズ ファミコンゼミナール
- 仮面ライダーSD マイティライダーズ（原作：石ノ森章太郎）
- JJオクトパス
- 戦え!? バトンQ
- ヤッターマン
- 時限探偵ダッチマン（原作：桃井さくら）
- すげすげ凄芸ゴマC学園
- 超凄芸ゴマC学園バトルトップ
- スーパーマリオカート
- ゲキタマン

### 「あおきけい&みかまる」名義
- マリオカート64
- SDガンダム 武っちゃムチャ○伝
- SDガンダムフォース
- ドクターマリオくん - 2003年から長く連載されたが、単行本化はされなかった。
- ヤッターマン
- ぼくらはカセキホリダー
- 星のカービィ プププヒーロー
  - 星のカービィ ウルトラスーパープププヒーロー
- 新世紀ロボ ヴァーズX
- ゲームファクトリーDERZE
- ミキちゃん大ばってき!!